# Asimina
Asimina (znanstveno ime Asimina triloba) je listopadna  trajnica, ki izvira iz Severne Amerike. Imenujejo jo tudi indijanska banana ali paw-paw. Je zdravilna rastlina. V naravi raste na humusnih tleh, dobro prenaša tudi apnena tla. 
Vzgojene vrste (npr. Asimina triloba »sunflower«) rastejo kot grm do višine 2,5 m ali kot drevo do višine 5m. Prvi dve leti raste počasi, vzpenja se ob opori. Mraz in pozebo dobro prenaša, prve plodove rodi v tretjem letu. Večina sort asimin je samoneoplodnih. V naravnem okolju jo najdemo v severni Ameriki, zlasti v državi Ohio.  

## Plodovi asimine
Plodovi asimina so nekaj posebnega, kot da bi sestavili mango, ananas in banano v en sadež. Plodovi so zdravilni, bogati z ogljikovimi hidrati, vitamini in minerali, ki jih imajo kar sedemkrat več kot ostalo sadje.

## Naravni škodljivci asimine
Naravni škodljivec asimine v ZDA je črno-beli metulj Zebra swallotail. Škodo povzročajo predvsem ličinke, katere objedajo listje rastline, vendar nikdar ne napadejo vseh rastlin. Semena plodov te rastline običajno ekološki kmetovalci uporabljajo tudi kot naravni insekticid.